# 贝恩特罗德 (布赖滕沃尔比斯)
贝恩特罗德（德語：Bernterode，發音：[bɛʁntəˈʁoːdə]）是德国图林根州艾希斯费尔德县曾经的一个市镇，面积10.22平方千米，2006年12月31日人口为1,362人。2009年9月1日，贝恩特罗德并入市镇布赖滕沃尔比斯。